# 뮌헨 올림픽 참사

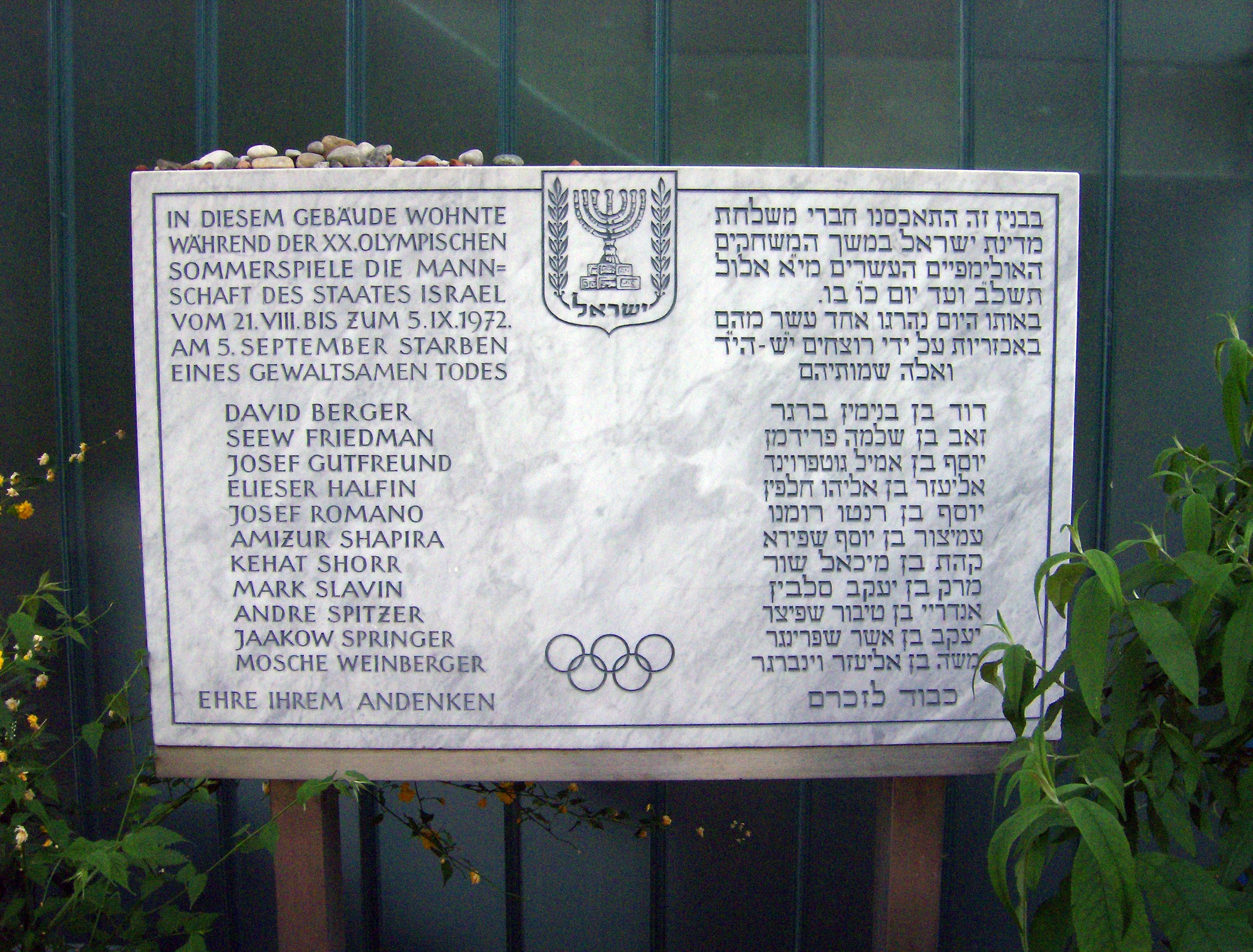
추모 기념비

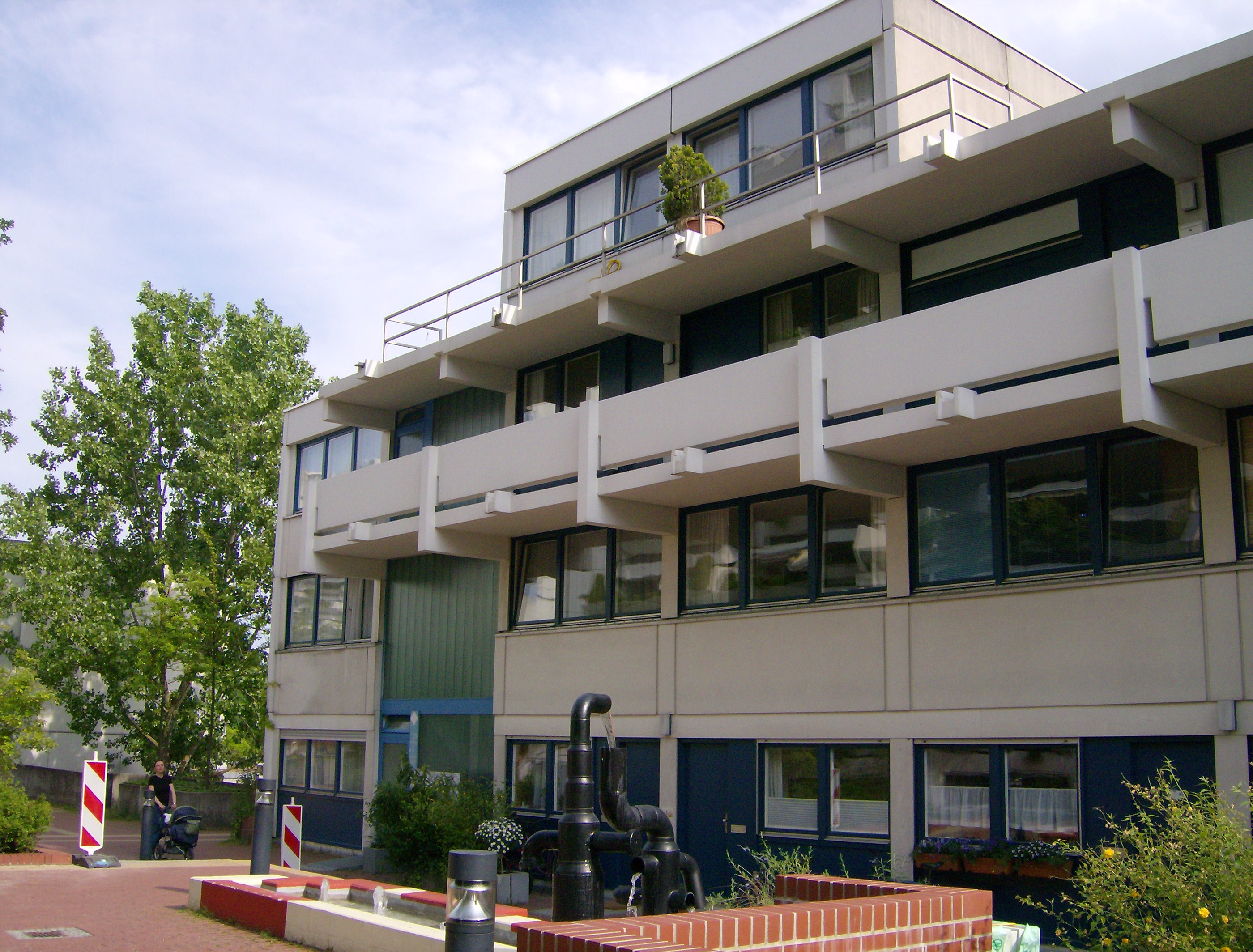
2007년 코놀리스트라세 31호의 정면도. 아파트 1호의 창문은 발코니의 왼쪽과 아래에 있다.

뮌헨 올림픽 참사 혹은 뮌헨 학살(Munich massacre)사건은 1972년 9월 5일 독일 뮌헨에서 개최된 1972년 하계 올림픽 기간에 일어난 테러사건으로 일명 검은 9월 사건으로 불리며 팔레스타인의 테러 단체인 검은 9월단이 11명의 이스라엘 올림픽 팀을 인질로 잡고 협상을 시도했으나 독일 경찰의 테러 진압 미흡으로 인해 대표팀 전원이 살해된 사건이다.

## 사건의 경위

### 선수촌 침입
1972년 9월 5일 이른 아침 2m의 철망을 넘어 올림픽 대회장내 선수촌의 이스라엘 선수 숙소에 무장한 검은 9월단 멤버 8명이 난입했고 범행 그룹은 이스라엘 레슬링 코치인 모셰 바인베르그와 역도 선수인 요세프 로마노를 살해하고 남은 9명을 인질로 붙잡으면서 올림픽 경기는 중단되었다.

### 범행 성명
검은 9월단은 범행 성명을 발표하고 이스라엘에 수감된 팔레스타인 양심수 234명의 석방을 요구했는데 이에 대해 당시 이스라엘 수상인 골다 메이어는 이 요구를 거절하는 동시에 이스라엘 군대를 통한 사태 해결을 위해 독일에게 양해를 구했으나 독일의 법률은 외국군의 국내 활동을 제한했기 때문에 독일 측은 자신들이 대응할 것이라며 거부했다.

### 교섭
교섭을 시작한 독일 당국과 검은 9월단은 비행기로 이집트의 수도 카이로로 탈출하는 것으로 합의한 뒤 선수촌에서 비행기가 준비된 뮌헨 공항까지는 2대의 헬리콥터로 이동하고 그 후 준비된 비행기에 탑승하여 국외로 탈출하는 것으로 타결되었으나 이것은 표면상의 이야기였고 실제로는 공군기지로 이동한 상태에서 경찰특공대와 저격수들이 범행 단체를 사살하고 인질을 구출한다는 계획이었다.

### 총격전
헬리콥터가 퓌어슈텐펠트브루크(Fürstenfeldbruck) 공군 기지에 착륙했고 범행 단체중 2명이 준비된 비행기를 확인하고 비행기에서 물러날 때쯤 저격수가 발포했지만 총탄은 범행단체 전원을 쓰러뜨리지 못하고 살아남은 자들이 응전을 시작하면서 총격전으로 치닫게 되었다.
범인들은 헬리콥터 1대를 수류탄으로 파괴하는 등 격렬하게 저항했기 때문에 총격전은 장시간에 걸쳐 벌어졌고 인질 9명 전원 및 경찰관 1명이 사망하는 등 사건은 최악의 결과로 종결되었다.
범인 측은 8명 중 5명이 사살당하고 남은 3명은 도주를 기도하다 체포되었으나 이 3명은 1972년 10월 29일 루프트한자 615편 납치 사건으로 석방되었다.

### 그 후
이스라엘에서 올림픽 중지를 요구하는 시위도 일어났으나 다음날 이스라엘 선수단의 추모식이 진행되며 올림픽은 34시간 만에 재개되었고 이 사건으로 인해 올림픽기가 처음으로 조기가 게양되었다.

## 독일 측의 실수 및 교훈
이 사건은 저격 실패로 인해 피해를 확대시키고 말았고 이에 주요 원인 첫 번째로는 정보 부족을 들 수 있는데 초기 독일 측은 테러리스트들의 숫자를 5명으로 알고 있었으나 실제로는 8명이었고 그 후 테러리스트 수가 8명이라는 것을 나중에야 파악했으나 이 정보만으로는 공항의 저격팀에 전달되지 않았다.
그 당시 독일 경찰에는 대테러 부대가 없었기 때문에 올림픽 선수촌에서의 진압 작전에는 별다른 훈련을 받지 않은 일반 경찰을 투입했지만 올림픽 선수촌에서의 진압 시도는 언론에 의해 생중계 되었고 검은 9월단은 TV를 통해 이를 파악하고 있었으며 결국 진압 작전이 노출되었다는 것을 알아챈 독일 경찰은 작전을 취소했다.
공항에서의 진압 작전에서도 수많은 실수들이 대참사를 초래했는데 보잉 727기에서 대기 중이던 경찰들은 비행기에 들어오는 테러리스트를 진압해야 했으나 테러리스트들이 수류탄으로 비행기를 폭파시킬 것을 두려워한 나머지 작전을 수행하지 않았다.
공항에 착륙하는 헬리콥터들은 관제탑 저격수들에게 좋은 시야를 제공하는 방향으로 착륙하기로 예정되어 있었으나 실제로는 관제탑을 바라보는 방향으로 착륙하여 저격수들의 작전 수행에 지장을 주었다. 
그리고 저격수들은 스코프나 야시경이 없는 헤클러&코흐 G3로 무장하고 있었지만 이는 저격용으로 부적합했고 또한 저격수 2명은 관제탑 저격수들의 사선 상에 있었고 그 밖에도 여러 가지 요인이 많지만 독일의 헌법상 제약으로 평시에는 독일군의 독일 국내에서의 활동이 인정되지 못한 것도 한가지 원인이라 할 수 있다.
독일 정부는 이 사건의 결과를 교훈으로 삼아 대테러 특수부대인 국경경비대 제9그룹(GSG-9)을 창설하였고 저격 실패의 교훈을 본받아 총기 메이커들에 반자동 저격소총 설계를 의뢰했다. 
발터(Walther)에서는 이에 대응해 WA2000을 개발했지만 이것은 채용되지는 못했지만 대신 헤클러&코흐가 개발한 PSG-1이 독일을 비롯한 세계 각국에서 채용되기에 이른다.

## 이스라엘의 보복작전
이 사건에 대해 이스라엘 정부는 보복으로써 공군에게 팔레스타인 게릴라 기지를 포격할 것을 명령하면서 이로 인해 수백명의 팔레스타인인들이 살해되었다.

### 신의 분노 작전
이스라엘은 폭격을 계속하면서 가해진 보복과 비슷한 테러재발을 방지하기 위해 검은 9월단 멤버의 암살을 계획했고 골다 메이어와 고급 각료들로 구성된 비밀위원회를 조직한 뒤 위원회는 정보기관인 모사드에게 뮌헨 참사에 직접적이거나 간접적으로 연관된 자들의 정보수집을 지시하고 이 정보를 기초로 하여 위원회는 암살대상을 결정한 이후 모사드 내부의 바요넷(Bayonet)이라 불리는 부대에게 암살 실행을 지시했다.
최초로 암살된 사람은 아라파트 의장의 조카이자 번역가인 "와사르 즈와이델"(Abdel Wael Zwaiter)로 이탈리아 로마의 자택 아파트안에서 사살되었고 그 후에도 모사드의 공작원은 타켓을 총이나 리모컨 방식의 폭탄으로 차례로 암살했으나 검은 9월단도 반격을 시작해 모사드의 공작원, 정보 제공자 등을 살해했다.
이스라엘군과 모사드는 1973년 4월 9일 레바논의 수도 베이루트에 있던 PLO와 검은 9월단 간부가 묵고 있던 아파트를 기습하여 "카마르 나사라"(Kamal Nasser), "유세프 나지르"(Muhammad Youssef Al-Najjar), "카마르 아드완"(Kamal Adwan) 등 3명의 간부를 살해했다.
이때 암살부대는 이스라엘에서 배로 베이루트로 이동하여 적의 눈을 피하기 위해 절반은 여장(女裝)을 했으나 경비병에게 발각되어 총격전이 벌어지게 되어 강행 돌파 끝에 간부를 사살하는 데 성공했을 당시 베이루트는 PLO의 본거지였기에 적의 한가운데에서 벌어진 군사작전이었으며 부대를 지휘한 사람은 훗날 이스라엘 수상이 된 에후드 바라크로써 그도 여장하고 간부들의 아파트 습격에 가담했다.
모사드에 의한 암살계획은 사람이 달라짐에 따라 관계없는 일반시민을 사살한 경우도 있었다는 것이 밝혀졌고 노르웨이의 릴레함메르에서 1973년 7월 21일 모사드는 뮌헨 참사의 흑막이라 할 수 있는 "알리 하산 사라메"(Ali Hassan Salameh)라는 남성이 버스정류장에 서있는 것을 확인하고 사살했으나 이 남성은 전혀 관련이 없는 모로코인이었다. 
이 사건으로 모사드 공작원 중 5명은 노르웨이 경찰에 체포되어 자동차 및 신분증 등을 압수당했으며 이 시기 체포된 공작원 중 일부가 다른 유럽 각국에 벌어질 모사드의 암살계획을 자백했기 때문에 유럽 각국은 이스라엘의 행동에 유감을 표명했지만 이후 모사드는 베이루트에 "알리 하산 사라메"가 있을만한 곳을 탐색하던 중 그가 바람둥이였다는 것에 주목하고 영국인 여성인 에리카 메리 챔버스(Erika Mary Chambers)를 접근시켜 그에 관련된 정보를 수집했다.
1979년 1월 22일 암살부대와 챔버스는 그의 자동차가 통과하는 장소에 차폭탄을 설치하여 그를 차와 함께 폭파시켜 살해했는데 이후 챔버스는 암살 후 곧바로 출국하여 모습을 감추었고 "알리 하산 사라메"의 살해를 끝으로 작전은 종결되었다.
신의 분노 작전에 대해서 이스라엘과 모사드는 정식적인 입장표명을 하지 않았으나 20명 이상의 팔레스타인 무장조직 사람이 암살된 것으로 알려져 있으며 살해위기를 모면한 검은 9월단의 지도자 모하메드 오우데(Mohammed Daoud Oudeh)는 2010년 7월 3일 지병으로 사망했다.
2005년 공개된 스티븐 스필버그 감독의 영화 〈뮌헨〉은 이 "신의 분노 작전"에 관련된 "아부나(가명)"(Avner)란 원 공작원의 실화를 기초로 제작되었지만 이스라엘 정부 및 모사드의 옛 고위관리 등은 이 사실을 부인하였다.

## 사망자 명단
| 이름                 | 나이 | 직업            | 국적       |
| -------------------- | ---- | --------------- | ---------- |
| 모셰 웨인베르그      | 32   | 레슬링 코치     | 이스라엘   |
| 요세프 로마노        | 32   | 역도 선수       | 이스라엘   |
| 제브 프리드만        | 28   | 역도 선수       | 이스라엘   |
| 다비드 베르게르      | 28   | 역도 선수       | 이스라엘   |
| 아코브 스프링게르    | 51   | 역도 심판       | 이스라엘   |
| 엘리에제르 할핀      | 24   | 레슬링 선수     | 이스라엘   |
| 요세프 구트프로인드  | 40   | 레슬링 심판     | 이스라엘   |
| 케하트 쇼르          | 53   | 사격 코치       | 이스라엘   |
| 마르크 슬라빈        | 18   | 레슬링 선수     | 이스라엘   |
| 안드레 스피체르      | 27   | 펜싱 코치       | 이스라엘   |
| 아미추르 샤피라      | 40   | 육상 코치       | 이스라엘   |
| 안톤 플리게르바우어  | 32   | 경찰관          | 서독       |
| 루피프 아피프        | 27   | 검은 9월단 멤버 | 팔레스타인 |
| 유수프 나잘          | 35   | 검은 9월단 멤버 | 팔레스타인 |
| 아피프 아메드 하미드 |      | 검은 9월단 멤버 | 팔레스타인 |
| 칼리드 자와드        | 18   | 검은 9월단 멤버 | 팔레스타인 |
| 아메드 치크 타       |      | 검은 9월단 멤버 | 팔레스타인 |

## 관련작품

### 서적
- Calahan, A. B. (1995 Thesis) "The Israeli Response to the 1972 Munich Olympic Massacre and the Development of Independent Covert Action Teams"
- Cooley, John K. (London 1973), Green March Black September: The Story of the Palestinian Arabs ISBN 0-7146-2987-1
- Dahlke, Matthias (Munich 2006), Der Anschlag auf Olympia '72. Die politischen Reaktionen auf den internationalen in Deutschland Martin Meidenbauer ISBN 3-89975-583-9(German text)
- Daoud, M. (Abu Daoud) (New York, 2002) ISBN 1-55970-429-2
- Groussard, S. (New York, 1975), The Blood of Israel: the massacre of the Israeli athletes, the Olympics, 1972 ISBN 0-688-02910-8
- Jonas, George. (New York, 2005), Vengeance: The True Story of an Israeli Team.", Simon & Schuster
- Khalaf, Salah (Abu Iyad) (Tel Aviv, 1983) Without a Homeland: Conversations with Eric Rouleau
- Klein, A. J. (New York, 2005), Striking Back: The 1972 Munich Olympics Massacre and Israel's Deadly Response, Random House ISBN 1-920769-80-3
- Morris, Benny. (New York, 1999 and 2001), Righteous Victims: A History of the Zionist–Arab conflict, 1881–2000, Vintage Books edition ISBN 0-679-74475-4
- Reeve, Simon. (New York, 2001), One Day in September: the full story of the 1972 Munich Olympic massacre and Israeli revenge operation "Wrath of God" ISBN 1-55970-547-7
- Tinnin, David B. & Dag Christensen. (1976), The Hit Team ISBN 0-440-13644-X
- Yossi Melman (February 17th 2006), Interview with Head of Mossad, "Preventive measures" By Yossi Melman "Haaretz.com"

### 영화
- (영어) Sword of Gideon - 인터넷 영화 데이터베이스
- (영어) One Day in September - 인터넷 영화 데이터베이스
- (영어) 21 Hours at Munich - 인터넷 영화 데이터베이스
- (영어) Munich - 인터넷 영화 데이터베이스
- “Munich: Mossad’s Revenge”, Channel 4 Television. Video
- Without Limits (1999) The Steve Prefontaine Story

## 그외 기타관련 정보
- The Israeli Response to the 1972 Munich Massacre — Includes an extensive overview of the Munich Massacre
- Munich Attack Mastermind Feels No Regret[깨진 링크(과거 내용 찾기)]
- Time Magazine 보관됨 2013-06-16 - 웨이백 머신, December 4 2005
- Ankie Spitzer speech
- Overview of Israeli retaliation actions
- The Disaster Backgrounds of the assault at the Olympic Games ´72

## 같이 보기
- 로드 공항 사건

1. ↑  이본영 기자. “뮌헨올림픽 테러 ‘검은 9월단’ 우데 사망”. 《한겨레》. 한겨레. 2020년 4월 11일에 확인함.